# Artur Pyc
Artur Pyc (ur. 9 grudnia 1981 w Lublinie, zm. 8 września 2009 w Lublinie) – polski wojskowy, starszy szeregowy Wojska Polskiego, zmarł w wyniku ran podczas wykonywania zadania bojowego w czasie V zmiany Polskiego Kontyngentu Wojskowego w Afganistanie w dniu 22 maja 2009 r., pośmiertnie awansowany na stopień kaprala.

## Życiorys
Artur Pyc urodził się 9 grudnia 1981 r. w Lublinie. Pochodził z Hruszowa.

### Przebieg służby wojskowej
W 2003 r. rozpoczął zasadniczą służbę wojskową w 2 Ośrodku Szkolenia Kierowców w Ostródzie, po czym został skierowany do 3 Brygady Zmechanizowanej. W 2005 r. został powołany do zawodowej służby wojskowej na stanowisko kierowcy w 1 kompanii szturmowej 18 batalionu powietrznodesantowego. W PKW w Afganistanie służył od kwietnia 2009 r. w ramach V zmiany.

### Śmierć, pochówek
22 maja 2009 r. uczestniczył w patrolu wraz z innymi żołnierzami z V zmiany, której dowódcą był płk Rajmund Andrzejczak. Artur Pyc był kierowcą pojazdu MRAP Cougar, który jadąc w konwoju na trasie z bazy Ghazni do bazy Warrior w Afganistanie, przemieszczał się po drodze Kabul – Kandahar. W okolicy miejscowości Qarabagh przy pojeździe, w którym się znajdował doszło do eksplozji miny pułapki (improwizowane urządzenie wybuchowe – IED). Mina pułapka wybuchła nie pod wozem, ale z boku, na murku. W wyniku eksplozji został wyrwany stalowy rygiel drzwi od strony kierowcy znajdujący się na wysokości głowy st. szeregowego Pyca i uderzył w nią z całą siłą powodując poważne i rozległe obrażenia ciała. Na miejscu zdarzenia ciężko rannemu udzielono natychmiastowej pomocy medycznej, wezwano śmigłowiec ewakuacji medycznej (MEDEVAC), który przetransportował rannego Artura Pyca do szpitala w Bagram. Z Afganistanu został przetransportowany do amerykańskiej bazy w Ramstein w Niemczech, a następnie do Polski, gdzie w 1 Wojskowym Szpitalu Klinicznym w Lublinie zmarł 8 września 2009 r.. 14 września 2009r. w Rejowcu, z udziałem wojskowej asysty honorowej, odbyła się ceremonia pogrzebowa śp. kaprala Artura Pyca. Przewodniczył jej  wikariusz generalny Biskupa Polowego ks. płk Sławomir Żarski. Mszę św. pogrzebową sprawowano w kościele św. Jozafata Kuncewicza w Rejowcu, w której m.in. uczestniczyli: szef Biura Bezpieczeństwa Narodowego Aleksander Szczygło, reprezentujący Prezydenta RP Lecha Kaczyńskiego, sekretarz stanu w MON Czesław Piątas, a także przedstawiciele Dowództwa Wojsk Lądowych oraz macierzystej jednostki zmarłego. Pochowany został na Cmentarzu Parafialnym w Rejowcu. Pośmiertnie awansowany do stopnia kaprala i odznaczony przez prezydenta RP Lecha Kaczyńskiego Krzyżem Kawalerskim Orderu Krzyża Wojskowego oraz odznaczony został Gwiazdą Afganistanu. Miał 28 lat, zostawił żonę i syna.

### Upamiętnienie
17 grudnia 2019 r. w Warszawie podczas uroczystości upamiętniającej żołnierzy poległych w misjach i operacjach wojskowych poza granicami Polski odsłonięto tablicę epitafijną śp. kpr. Artura Pyca, która została zamontowana na Ścianie Pamięci obok pomnika poległych na misjach przy Centrum Weterana w Warszawie. Uroczystość odbyła się w obecności ministra obrony narodowej Mariusza Błaszczaka, szefa Sztabu Generalnego Wojska Polskiego generała Rajmunda Andrzejczaka, Dowódcy Generalnego Rodzajów Sił Zbrojnych generała Jarosława Miki, dowódcy Wojsk Obrony Terytorialnej gen. dyw. Wiesława Kukuły oraz dyrektora Centrum Weterana Działań Poza Granicami Państwa płk Leszka Stępnia.

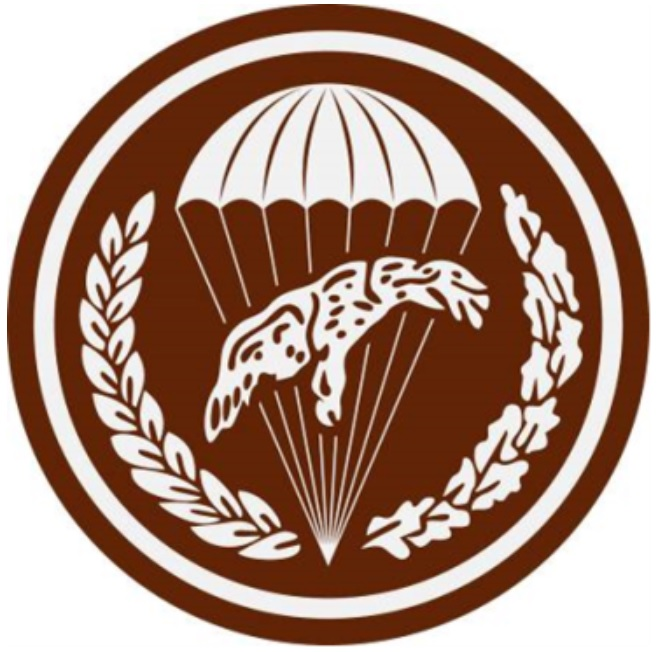
Służba w 18 bpd (2005–2009)

## Awanse
- starszy szeregowy – ?
- kapral – 2008 (pośmiertnie)[1]

## Ordery, odznaczenia i wyróżnienia
- Krzyż Komandorski Orderu Krzyża Wojskowego – 2008 (pośmiertnie)[12][7]
- Gwiazda Afganistanu – 2011 (pośmiertnie)[13]
- uhonorowany pośmiertnym wpisem do Księgi Honorowej Wojska Polskiego[14]

i inne